# Dion-le-Mont
Dion-le-Mont (wa. Dion-l-Mont) – dzielnica (section) gminy Chaumont-Gistoux w Belgii, w Regionie Walońskim, w prowincji Brabancja Walońska, w okręgu Nivelles. 1 stycznia 2020 roku liczyła 3254 mieszkańców. Do 31 grudnia 1969 samodzielna gmina.

## Demografia
Liczba mieszkańców, stan na 1 stycznia:
| Rok                | 1930 | 1961 | 2020 |
| ------------------ | ---- | ---- | ---- |
| Liczba mieszkańców | 515  | 502  | 3254 |